# Club Baloncesto Inmobanco
El Club Baloncesto Inmobanco, prèviament anomenat Club Baloncesto Tempus, fou un club de bàsquet de la ciutat de Madrid.
El club va ser fundat l'any 1978 amb el nom de CB Tempus, després que el Castilla-Vallehermoso, que era un club filial del Reial Madrid, es separés del club blanc en ascendir a la 
primera divisió espanyola.
Va jugar la final de la Copa del Rei de l'any 1979 davant el Barça, i la final de la Copa Korać la temporada 1980–81. Va jugar a les ciutats de Pozuelo de Alarcón i Madrid. Va desaparèixer l'any 1983 en no trobar un patrocinador que completés el pressupost necessari per competir.